# The Jester Race
The Jester Race drugi je studijski album švedske grupe melodičnog death metala In Flames. Diskografska kuća Nuclear Blast Records objavila ga je 20. veljače 1996. Prvi je album na kojem je Anders Fridén predstavljen kao stalni vokal grupe i prvi na kojem se pojavio Björn Gelotte. Također se na naslovnici tog albuma prvi put pojavljuje maskota In Flamesa Jesterhead. Snimljen je video za pjesmu "Artifacts of the Black Rain". Uz Whoracle i Colony The Jester Race uživa najveću reputaciju kod obožavatelja. 
Cijeli album je napravljen na temu ljudske slabosti, neuspjeha i arogancije. Ljudi su predstavljeni kao lude koje uništavaju "All-mother" (Zemlju). Album predstavlja tipičan primjer göteborškog stila metala čiji su začetnici zajedno s At the Gatesom, Dark Tranquillityjem i sličnim grupama. Album krase harmonijske solističke dionice na gitarama zajedno s growlajućim vokalima i akustičnim dijelovima.

## Popis pjesama
Tekstovi: Niklas Sundin i Anders Fridén (osim na pjesmi "Dead Eternity", kojoj je autor teksta Jocke Göthberg. 
| 1.    | »Moonshield«                                  | Jesper Strömblad               | 4:58 |
| 2.    | »The Jester's Dance« (instrumentalna skladba) | Strömblad, Johan Larsson       | 2:09 |
| 3.    | »Artifacts of the Black Rain«                 | Strömblad, Björn Gelotte       | 3:17 |
| 4.    | »Graveland«                                   | Strömblad, Glenn Ljungström    | 2:46 |
| 5.    | »Lord Hypnos«                                 | Gelotte, Strömblad, Ljungström | 4:01 |
| 6.    | »Dead Eternity«                               | Strömblad, Ljungström          | 5:01 |
| 7.    | »The Jester Race«                             | Strömblad, Ljungström          | 4:51 |
| 8.    | »December Flower«                             | Strömblad, Ljungström          | 4:10 |
| 9.    | »Wayfaerer« (instrumentalna skladba)          | Gelotte, Strömblad             | 4:41 |
| 10.   | »Dead God In Me«                              | Strömblad, Ljungström          | 4:15 |
| 40:09 |                                               |                                |      |

| Dodatne pjesme dodane na ponovljenom izdanju iz 2002. | Dodatne pjesme dodane na ponovljenom izdanju iz 2002. | Dodatne pjesme dodane na ponovljenom izdanju iz 2002. | Dodatne pjesme dodane na ponovljenom izdanju iz 2002. | Dodatne pjesme dodane na ponovljenom izdanju iz 2002. | Dodatne pjesme dodane na ponovljenom izdanju iz 2002. | Dodatne pjesme dodane na ponovljenom izdanju iz 2002. | Dodatne pjesme dodane na ponovljenom izdanju iz 2002. | Dodatne pjesme dodane na ponovljenom izdanju iz 2002. | Dodatne pjesme dodane na ponovljenom izdanju iz 2002. |
| Br.                                                   | Skladba                                               | Skladatelj                                            | Trajanje                                              |                                                       |                                                       |                                                       |                                                       |                                                       |                                                       |
| ----------------------------------------------------- | ----------------------------------------------------- | ----------------------------------------------------- | ----------------------------------------------------- | ----------------------------------------------------- | ----------------------------------------------------- | ----------------------------------------------------- | ----------------------------------------------------- | ----------------------------------------------------- | ----------------------------------------------------- |
| 11.                                                   | »Goliaths Disarm Their Davids«                        | Ljungström, Strömblad, Gelotte                        | 4:56                                                  |                                                       |                                                       |                                                       |                                                       |                                                       |                                                       |
| 12.                                                   | »Gyroscope«                                           | Strömblad                                             | 3:26                                                  |                                                       |                                                       |                                                       |                                                       |                                                       |                                                       |
| 13.                                                   | »Acoustic Medley« (instrumentalna skladba)            | Strömblad                                             | 2:34                                                  |                                                       |                                                       |                                                       |                                                       |                                                       |                                                       |
| 14.                                                   | »Behind Space« (uživo)                                | Ljungström, Strömblad                                 | 3:37                                                  |                                                       |                                                       |                                                       |                                                       |                                                       |                                                       |
| 54:42                                                 |                                                       |                                                       |                                                       |                                                       |                                                       |                                                       |                                                       |                                                       |                                                       |

- Ove se pjesme nalaze na EP-u Black-Ash Inheritance.

| Japanska verzija | Japanska verzija                              | Japanska verzija | Japanska verzija | Japanska verzija | Japanska verzija | Japanska verzija | Japanska verzija | Japanska verzija | Japanska verzija |
| Br.              | Skladba                                       | Trajanje         |                  |                  |                  |                  |                  |                  |                  |
| ---------------- | --------------------------------------------- | ---------------- | ---------------- | ---------------- | ---------------- | ---------------- | ---------------- | ---------------- | ---------------- |
| 1.               | »Dead Eternity«                               | 5:01             |                  |                  |                  |                  |                  |                  |                  |
| 2.               | »The Jester Race«                             | 4:51             |                  |                  |                  |                  |                  |                  |                  |
| 3.               | »Graveland«                                   | 2:46             |                  |                  |                  |                  |                  |                  |                  |
| 4.               | »Moonshield«                                  | 4:58             |                  |                  |                  |                  |                  |                  |                  |
| 5.               | »The Jester's Dance« (instrumentalna skladba) | 2:09             |                  |                  |                  |                  |                  |                  |                  |
| 6.               | »December Flower«                             | 4:10             |                  |                  |                  |                  |                  |                  |                  |
| 7.               | »Artifacts of the Black Rain«                 | 3:17             |                  |                  |                  |                  |                  |                  |                  |
| 8.               | »Dead God In Me«                              | 4:15             |                  |                  |                  |                  |                  |                  |                  |
| 9.               | »Wayfaerer« (instrumentalna skladba)          | 4:41             |                  |                  |                  |                  |                  |                  |                  |
| 10.              | »Lord Hypnos«                                 | 4:01             |                  |                  |                  |                  |                  |                  |                  |
| 11.              | »Dead Eternity« (demo)                        | 5:02             |                  |                  |                  |                  |                  |                  |                  |
| 12.              | »The Inborn Lifeless« (demo)                  | 3:22             |                  |                  |                  |                  |                  |                  |                  |
| 48:33            |                                               |                  |                  |                  |                  |                  |                  |                  |                  |

## Zasluge
| In Flames - Anders Fridén – vokali - Björn Gelotte – solo-gitara, bubnjevi - Jesper Strömblad – gitara - Glenn Ljungström – gitara, logotip sastava - Johan Larsson – bas-gitara Dodatni glazbenici - Oscar Dronjak – vokali (na pjesmi "Dead Eternity") - Kasper Dahlqvist – klavijature (na pjesmi "Wayfaerer") - Fredrik Johansson – gitara (na pjesmi "December Flower") - Joakim Göthberg – vokal (na pjesmi "Dead Eternity (demo)" i "The Inborn Lifeless (demo)") | Ostalo osoblje - Andreas Marschall – naslovnica albuma, grafički dizajn - Fredrik Nordström – klavijature, produkcija, inženjer zvuka - Patrik Hellgren – inženjer zvuka - Staffan Olofsson – mastering - Kenneth Johansson – fotografije |

## Vanjske poveznice
- The Jester Race - detalji o albumu  Arhivirana inačica izvorne stranice od 8. studenoga 2006. (Wayback Machine)
- The Jester Race - riječi pjesama  Arhivirana inačica izvorne stranice od 11. prosinca 2006. (Wayback Machine)
- The Jester Race - informacije  Arhivirana inačica izvorne stranice od 18. listopada 2006. (Wayback Machine)